# Galatella
Galatella là một chi thực vật có hoa trong họ Cúc (Asteraceae).

## Loài
Chi Galatella gồm các loài: